# Флаг Кузнечного
Флаг муниципального образования «Кузне́чное» Приозерского муниципального района Ленинградской области Российской Федерации — опознавательно-правовой знак, служащий официальным символом муниципального образования и знаком единства его населения.
Флаг утверждён 15 февраля 2006 года решением Совета депутатов муниципального образования «Кузнечное» № 1 и 20 февраля 2006 года внесён в Государственный геральдический регистр Российской Федерации с присвоением регистрационного номера 2187.

## Описание
«Флаг муниципального образования „Кузнечное“ представляет собой прямоугольное полотнище с отношением ширины флага к длине 2:3 воспроизводящее композицию герба муниципального образования „Кузнечное“ в синем, красном и жёлтом цветах».
Описание герба гласит: «В лазоревом (синем, голубом) поле червлёный (красный) широкий столб, тонко окаймлённый золотом, обременённый золотым восстающим медведем, держащим в лапах такую же кирку в столб и сопровождённый по сторонам в лазури шестью золотыми берёзовыми листьями в столб, по три с каждой стороны».

## Обоснование символики
Медведь — символ карельских лесов, предусмотрительности. Медведь часто украшает гербы, олицетворяя мудрость, благородство. У древних карел медведь был особо почитаемым животным и его образ носил тотемный, культовый характер. Иконография сидящего медведя была характерна для неолитических подвесок. Вертикальная величественная поза медведя имеет смысловое значение, указывая: на почитание медведя древними карелами, на связь человека и медведя, на его сверхъестественные качества. Он является наиболее сильным животным наших лесов, и поэтому, изображённый держащим кайло, медведь является символом развития главной отрасли посёлка Кузнечное — добычи камня, гранита, наличие гранитных карьеров. Из кузнеченского гранита созданы постаменты для многих памятников.
Две синие полосы символизируют Финский залив и Ладожское озеро, между которыми географически расположен Карельский перешеек.
Берёзовые листья символизируют богатство лесными ресурсами.
Жёлтый цвет (золото) — могущество, сила, богатство, постоянство, справедливость, добродетель.
Красный цвет символизирует боевую и трудовую славу, энергию, любовь, мужество, смелость, великодушие, храбрость, неустрашимость.
Синий цвет (лазурь) символизирует красоту северной природы, а также честность, верность и безупречность.